# Siedlung (Großrinderfeld)
Die sogenannte Siedlung ist ein Wohnplatz auf der Gemarkung der Gemeinde Großrinderfeld im Main-Tauber-Kreis im fränkisch geprägten Nordosten Baden-Württembergs.

## Geographie

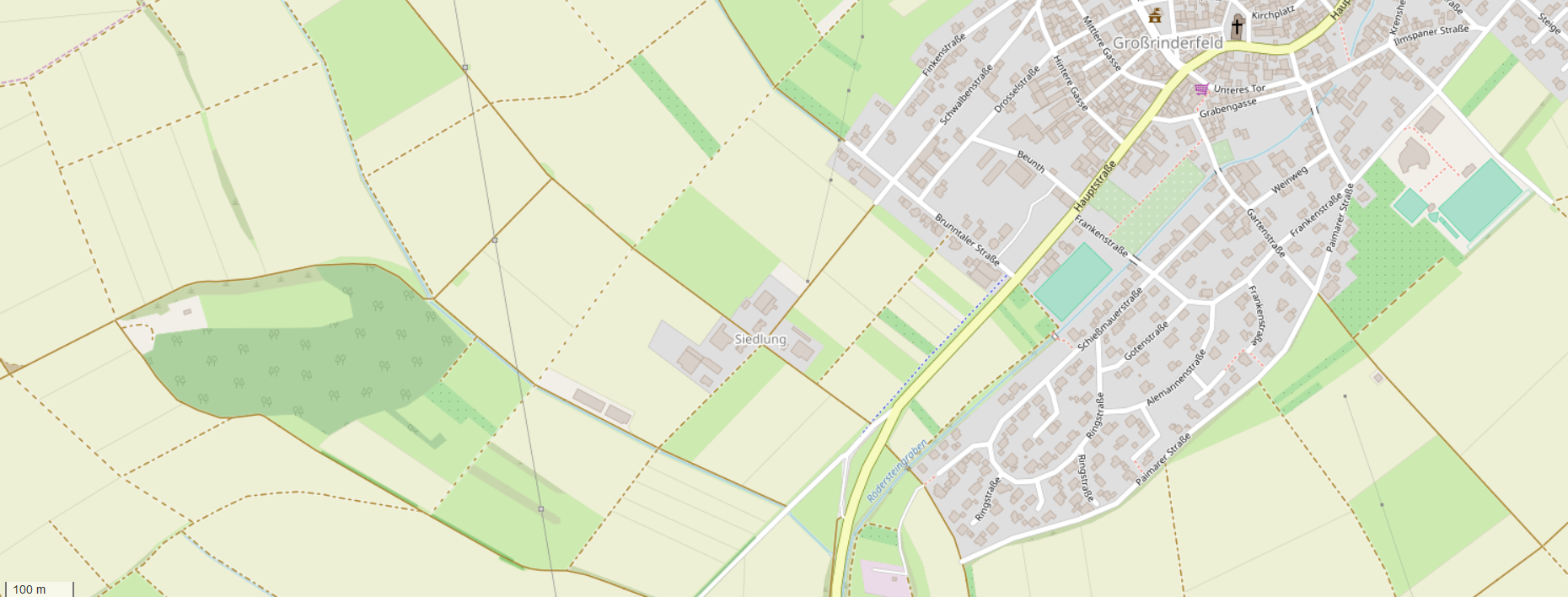
Lage des Wohnplatzes Siedlung südlich vor Großrinderfeld

Der Wohnplatz Siedlung liegt etwa 500 Meter westlich von Großrinderfeld und ist über drei Wirtschaftswege aus nordöstlicher, südöstlicher und nordwestlicher Richtung zu erreichen.

## Verkehr
Vom Wohnplatz Siedlung führt im Nordosten ein Wirtschaftsweg bis zur Brunntaler Straße nach Großrinderfeld. Im Südosten führt ein Wirtschaftsweg bis zu einem Parkplatz an der L 578. Der Wirtschaftsweg im Nordwesten führt in einem langen Bogen bis zur K 2882 in Norden, die von Großrinderfeld vorbei an der Siedlung Mehlen bis nach Wenkheim führt.